# プラトー・レイリー不安定性
プラトー・レイリー不安定性（プラトー・レイリーふあんていせい、英: Plateau–Rayleigh instability）とは、真空中や空気中に円柱状の流体が流れる際に、表面張力の効果により噴流の周長に対応した特定の波長の攪乱が成長する現象である。この効果によって、水道の蛇口から出る水が下にいくほど小さな粒状の液滴に分裂する。ジョゼフ・プラトーによって実験観測された後、1878年に初めてレイリーによって理論的に研究された。この理論は様々な液体微粒化技術に応用され、例えばインクジェットプリンターの技術にも多大な影響を与えている。

## 歴史
1800年代にジョゼフ・プラトーが実験的に円形噴流が小さな液滴に分裂する現象を発見した。プラトーは下向きに流れる水が分裂する波長（液滴の大きさ）と円柱直径の関係を調べた。その後、1878年と翌1879年にレイリーは理論的にこの関係を導いた。レイリーは重力と粘性の効果を無視したモデルで計算をしたが、1909年にボーアは粘性の効果を少し考慮したモデルを発表した。ギーアとストリークヴェルダ、またはケラーは1983年に重力の効果を取り入れた解析を発表した。

## 円形噴流における不安定性
レイリーによって導かれた、表面張力による円形噴流の不安定性を以下に示す。ここでは、半径 R0、密度 ρ、表面張力係数 σ の無限に長い円柱を流れる非粘性流体を考え、重力の影響は無視する。圧力 p0 は円柱内で一定であり、境界における表面張力による法線応力のバランスによって
{\displaystyle p_{0}=\sigma \nabla \cdot {\bf {{n}={\frac {\sigma }{R_{0}}}}}}
と計算できる。ここで、界面において微小な節状の摂動の発達を考える。これにより、支配方程式の線形化ができる。攪乱を加えた柱状表面は以下の形で書ける。
{\displaystyle {\tilde {R}}=R_{0}+\varepsilon e^{\omega t+ikz}}
ここで、攪乱の振幅は ε ≪ R0 であり、ω は不安定成長率、k は z 方向の攪乱の波数である。節状の摂動の対応する波長は 2π/k である。速度の摂動の動径方向成分を r、軸方向成分を z、圧力の摂動を  で表す。これらの摂動場をナビエ・ストークス方程式に代入し、ε のオーダーの項のみを残すと
{\displaystyle {\begin{aligned}{\frac {\partial {\tilde {u}}_{r}}{\partial t}}&=-{\frac {1}{\rho }}{\frac {\partial {\tilde {p}}}{\partial r}}\\{\frac {\partial {\tilde {u}}_{z}}{\partial t}}&=-{\frac {1}{\rho }}{\frac {\partial {\tilde {p}}}{\partial z}}\end{aligned}}}
となる。また、線形化された連続の方程式は
{\displaystyle {\frac {\partial {\tilde {u}}_{r}}{\partial t}}+{\frac {{\tilde {u}}_{r}}{r}}+{\frac {\partial {\tilde {u}}_{z}}{\partial z}}=0}
となる。ここで、速度や圧力の攪乱は表面攪乱の式と同じ形をとるとすると、速度と圧力の攪乱は
{\displaystyle {\tilde {u}}_{r}=R(r)e^{\omega t+ikz},{\tilde {u}}_{z}=Z(r)e^{\omega t+ikz},{\tilde {p}}=P(r)e^{\omega t+ikz}}
と書ける。これを上の3つの式に代入することで、摂動場を支配する線形化された方程式は
{\displaystyle {\begin{aligned}\omega R&=-{\frac {1}{\rho }}{\frac {dP}{dr}}\\\omega Z&=-{\frac {ik}{\rho }}P\\{\frac {dR}{dr}}+{\frac {R}{r}}+ikZ&=0\end{aligned}}}
となる。これらより、R(r) の微分方程式が以下のように得られる。
{\displaystyle r^{2}{\frac {d^{2}R}{dr^{2}}}+r{\frac {dR}{dr}}-\left(1+\left(kr\right)^{2}\right)R=0}
これは1次の修正ベッセル方程式に対応し、解はそれぞれ第一種 I1(kr)、第二種 K1(kr) の修正ベッセル関数で記述される。r → 0 で K1(kr) → ∞ なので、取りうる R(r) の形は
{\displaystyle R(r)=CI_{1}(kr)}
である。ここで、C は境界条件を適用することによって決定される定数である。
圧力は、以下のようになる。
{\displaystyle P(r)=-{\frac {\omega \rho C}{k}}I_{0}(kr)}
ここで、修正ベッセル関数の性質 I '
0 (ξ) = I1(ξ) を用いた。
境界条件を適用する。自由表面における運動論的境界条件は
{\displaystyle {\frac {\partial {\tilde {R}}}{\partial t}}\sim {\tilde {u}}_{r}}
であり、この条件を用いると
{\displaystyle C={\frac {\varepsilon \omega }{I_{1}(kR_{0})}}}
が得られる。次に、自由表面における法線応力のつり合いを考えると
{\displaystyle p_{0}+{\tilde {p}}=\sigma \nabla \cdot {\vec {u}}}
となる。
噴流表面の曲率半径を R1、R2 と書くと、σ∇⋅u→ = (1/R1 + 1/R2) で表される。ここで
{\displaystyle {\frac {1}{R_{1}}}={\frac {1}{R_{0}+\varepsilon e^{\omega t+ikz}}}\simeq {\frac {1}{R_{0}}}-{\frac {\varepsilon }{R_{0}^{2}}}e^{\omega t+ikz}}
{\displaystyle {\frac {1}{R_{2}}}=\varepsilon k^{2}e^{\omega t+ikz}}
であり
{\displaystyle {\tilde {p}}=-{\frac {\varepsilon \sigma }{R_{0}^{2}}}\left(1-k^{2}R_{0}^{2}\right)e^{\omega t+ikz}}
が得られる。以上より、下記のような成長率 ω と波数 k の分散関係が得られる。
{\displaystyle \omega ^{2}={\frac {\sigma }{\rho R_{0}^{3}}}kR_{0}{\frac {I_{1}(kR_{0})}{I_{0}(kR_{0})}}\left(1-k^{2}R_{0}^{2}\right)}
これにより kR0 < 1 のとき、つまり、円柱の円周より大きな波長の攪乱に対して不安定となることがわかる。下に分散関係のグラフ（横軸 kR0、縦軸 ω）を示す。ただし、縦軸は √σ/ρR 3
0 で規格化してある。

## 身近な例
プラトー・レイリー不安定性は液体が分裂して液滴となる現象であり、わかりやすい身近な例として尿を対象として紹介されている。2015年9月2日、NHK「ためしてガッテン」の「科学で尿ハネをコントロール特集」で、アメリカのランディ・ハード研究員とテッド・トラスコット准教授の尿ハネに関する研究が紹介された。そこでは 15 cm 程度で便器に尿をぶつければ、プラトー・レイリー不安定性により液滴化する前に便器に達することができ飛沫が抑えられると紹介された。